# Лозівська сільська рада (Чернівецький район)
| Лозівська сільська рада — колишній орган місцевого самоврядування у Чернівецькому районі Вінницької області з адміністративним центром у с. Лозове. Сільській раді підпорядковані населені пункти: - с. Лозове - с. Коси - с. Скалопіль |

## Склад ради
Рада складалася з 14 депутатів та голови.

## Керівний склад сільської ради
| ПІБ                          | Основні відомості                                                                              | Дата обрання | Дата звільнення |
| ---------------------------- | ---------------------------------------------------------------------------------------------- | ------------ | --------------- |
| Клевчук Петро Миколайович    | Сільський голова, 1957 року народження, освіта, безпартійний                                   | 26.03.2006   | 31.10.2010      |
| Продан Вячеслав Анатолійович | Сільський голова, 1964 року народження, освіта вища, член Всеукраїнського об'єднання «Свобода» | 31.10.2010   |                 |

Примітка: таблиця складена за даними джерела